# Aellopos eumelas
Aellopos eumelas är en fjärilsart som beskrevs av Jordan. Aellopos eumelas ingår i släktet Aellopos och familjen svärmare. Inga underarter finns listade i Catalogue of Life.